# 伊藤純平
伊藤純平（1993年5月10日—），日本演員，尊尼事務所旗下的Johnny's Jr.成員之一。在加入尊尼事務所前為中央兒童劇團所屬。東京都出身。

## 演出經歷

### 電視劇
- 週一Mystery劇場「真珠郎」（東京廣播公司、2005年）飾演真珠郎（少年時代）。
- 「女王的教室」（日本電視台、2005年）飾演6年3班學生石橋鐵矢。
- 「醫龍」（富士電視台、2006年）飾演稻垣大輔。

### 其他電視節目
- （綜藝節目）（富士電視台）
- The少年俱樂部（音樂綜藝節目）（日本放送協會BS-2頻道）

### 電影
- 「起業士 天馬2」（東寶）飾演天馬一大（少年時代）。

### 廣告
- 榮光Seminar

## 外部連結
- 中央兒童劇團官方詳細資料（Internet Archive存檔）